# Trafalgar Day
Pour les articles homonymes, voir Trafalgar.

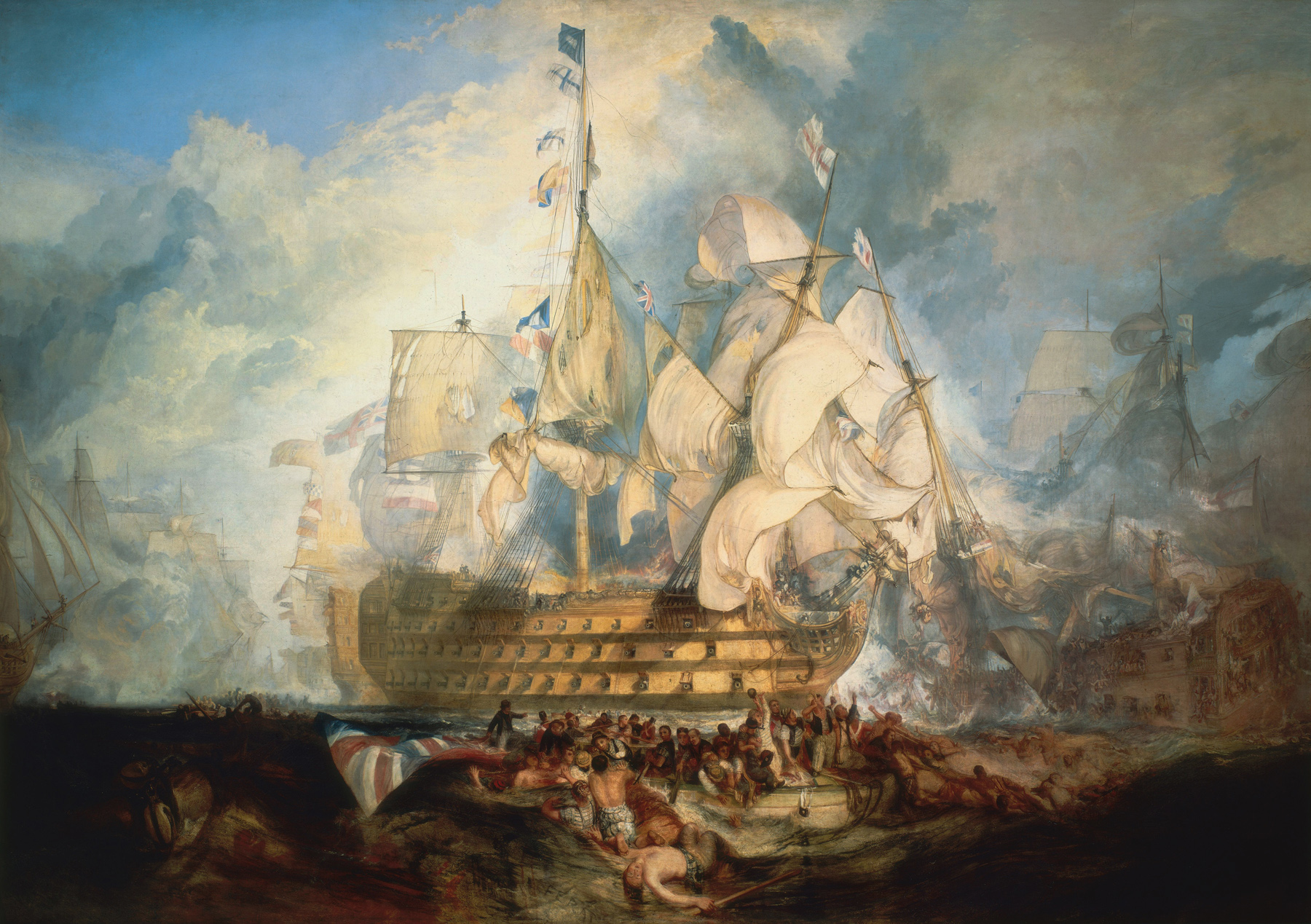
Peintures de la bataille de Trafalgar (21 octobre 1805) exposé au National Maritime Museum à Londres.

Trafalgar Day est une fête nationale au Royaume-Uni. Elle célèbre la victoire remportée par la flotte du vice-amiral Horatio Nelson sur la flotte franco-espagnole lors de la bataille de Trafalgar le 21 octobre 1805.
Cette fête a été largement célébrée par des défilés, des dîners et d'autres événements festifs dans une grande partie de l'Empire britannique au XIXe siècle et au début du XXe siècle. C'est après la Première Guerre mondiale que sa célébration a décliné, concurrencée notamment par la commémoration, bien moins triomphaliste, de l'armistice de 1918 (« Armistice Day ») le 11 novembre. Cette évolution a été interprétée comme le symbole de la progression des idées pacifistes voire antimilitaristes au Royaume-Uni à l'issue de la Première guerre mondiale. 
En 2005, lors du bicentenaire de la bataille de Trafalgar, la Royal Navy a organisé des célébrations. L'International Fleet Review a eu lieu pour la première fois depuis le jubilé d'argent d'Élisabeth II du Royaume-Uni en 1977, au large de Spithead dans le Solent. 
La victoire est cependant toujours ardemment célébrée dans la ville australienne de Trafalgar dans l'État de Victoria.